# Performances Group
Performances Group est un cabinet de conseil et management spécialisé sur le continent africain. L'objet social du cabinet est d'être un "acteur de la transformation des économies africaines". Créé en décembre 1995 par Victor Gorom NDIAYE sous le nom de Performances Management Consulting, Le cabinet intervient principalement en Afrique francophone de l'Ouest et Centrale où il fait figure de pionnier et de leader dans son domaine.

## Histoire
Performances Management Consulting a été créé par Victor NDIAYE, diplômé de HEC - Paris et de Berkeley, ancien consultant chez IDS Consultants (Groupe Charles Riley) et banquier d'affaires chez Morgan Stanley. Performances vend des services de conseil en stratégie et management à destination d’entreprises ou d’organismes publics. L'accompagnement de la SONATEL, référence historique du groupe, dans sa transformation, ainsi que dans son implantation à une échelle régionale, est le premier coup d'éclat du cabinet.
Aujourd'hui spécialisé dans l’accompagnement à la définition et la mise en œuvre de plans de diversification et renforcement de la compétitivité économique de pays et ensembles sous-régionaux africains, le cabinet a réalisé plus de 500 missions dont les 2/3 ont été financés par des clients africains. 
Historiquement basé à Dakar, au Sénégal, le cabinet a ouvert un bureau à Libreville en 2010 pour couvrir la zone Afrique centrale. 
En 2017, le cabinet a lancé un indice de l'Émergence africaine, qui est un baromètre permettant d'évaluer la qualité et l'impact des divers plans d'émergence déployés sur le continent.

## Activités
Au-delà du conseil, le groupe s'est diversifié avec la création de pôles "Technologie", "Énergie", "Analytics" et "Finances".  Le cabinet couvre ainsi divers secteurs d'activité :
- Le secteur public
- Les services financiers
- L'énergie
- Les télécommunications
- L'industrie, le commerce et la distribution
- Le transport et la logistique
- le tourisme
- l'éducation[1]